# Scott Quigg
Scott Quigg (* 10. Oktober 1988 in Bury, Lancashire, Vereinigtes Königreich) ist ein britischer Profiboxer und ehemaliger WBA-Weltmeister im Superbantamgewicht.

## Amateur
Quigg bestritt als Amateur nur 12 Kämpfe, von denen er 10 siegreich gestalten konnte und zwei verlor.

## Profikarriere
Im Alter von 18 Jahren, im Jahre 2007, gab der 1,73 Meter große Brite sein Profidebüt und siegte über seinen Landsmann Gary Sheil einstimmig über sechs Runden nach Punkten. Am 25. September 2010 erkämpfte er sich den vakanten interkontinentalen WBC-Gürtel. Gegen Jason Booth wurde er im darauffolgenden Jahr durch einen vorzeitigen Sieg Britischer Meister (BBBofC). Diesen Titel konnte er ein Mal verteidigen. Mit einem technischen K.-o.-Sieg wurde er WBA-Interimsweltmeister.
Am 5. Oktober 2013 boxte er gegen den bis dahin ungeschlagenen Kubaner Yoandris Salinas um den regulären Weltmeistergürtel der WBA. Der Kampf ging unentschieden aus. Gut sechs Wochen später durfte Quigg noch einmal um die Weltmeisterschaft boxen – diesmal war sein Gegner der Argentinier Diego Oscar Silva. Quigg siegte bereits in der zweiten Runde durch technischen Knockout und errang somit den regulären WBA-Weltmeistertitel. Er konnte diesen Gürtel fünf Mal verteidigen, drei Mal durch T.K.o und ein Mal durch einstimmige Punktentscheidung.
Im Februar 2016 verlor er knapp nach Punkten gegen IBF-Titelträger Carl Frampton.